# 孟关苗族布依族乡
孟关苗族布依族乡是中华人民共和国贵州省貴陽市花溪区下辖的一个民族乡。

## 行政区划
孟关苗族布依族乡下辖以下村级行政区划单位：
九八四四社区、贵州石油化工机械厂社区、孟关村、上板村、沙坡村、红星村、付官村、五星村、改毛村、谷立村和石龙村。